# Rechnerinterne Darstellung
Die Rechnerinterne Darstellung (RID) beschreibt ein mathematisches Datenmodell, das ein realistisches Objekt oder Modell im Rechner abbildet.
Im Allgemeinen ist damit der von CAD-Systemen erzeugte binäre Code (Maschinensprache) einer vom Benutzer eingegebenen Geometrie gemeint, der somit vom Rechner verarbeitet und gespeichert werden kann. Dieses Datenmodell kann je nach CAD-System unterschiedlich aufgebaut sein.